# 布泉乡
布泉乡，是中华人民共和国广西壮族自治区南宁市隆安縣下辖的一个乡镇级行政单位。

## 行政区划
布泉乡下辖以下地区：
布泉社区、兴隆村、岑山村、高峰村、新盏村、欧亚村、龙会村、巴香村和龙礼村。